# Gândaras
Gândaras es una freguesia portuguesa del concelho de Lousã, con 1010ha km² de superficie y 1600 habitantes (2001).